# Оброчне (селище, Ічалківський район)
Обро́чне (рос. Оброчное, ерз. Оброчное) — селище у складі Ічалківського району Мордовії, Росія. Входить до складу Рождественно-Баєвського сільського поселення.

## Населення
Населення — 947 осіб (2010; 1011 у 2002).
Національний склад (станом на 2002 рік):
- росіяни — 70 %
- ерзяни — 26 %